# Бела Рамзи
Бела Рамзи (на английски: Bella Ramsey) е английска актриса. Става известна с ролята си на Лиана Мормонт в сериала на HBO „Игра на тронове“, а през 2023 година играе главна роля в сериала „Последните оцелели“.

## Биография
Родена е в Нотингам през 2003 година и започва да се занимава с актьорско майсторство като хоби на 4-годишна възраст.
Още с появата си в шестия сезон на „Игра на тронове“ Рамзи печели симпатиите на феновете и критиката и продължава с ролята си в седмия и осмия сезон.
През 2017 година се включва в телевизионната адаптация на „Най-непохватната вещица“, като взима ролята на Милдред Хъбъл. През 2020 година напуска сериала, като за причина изтъква проблеми с психичното си здраве. Рамзи озвучава главната героиня в анимационния сериал „Хилда“.
През 2023 година получава и най-значимата си роля, като заедно с Педро Паскал поема двете главни роли в сериала „Последните оцелели“ на HBO, вдъхновен от едноименната видеоигра от 2013 година.
През януари 2023 година Рамзи се разкрива като полово небинарна.